# Antoinette Brouwer
Antonetta Juliana Elisabeth Brouwer (geboren 8. Februar 1894 in Charlois; gestorben 15. Oktober 1969 in Rotterdam) war eine niederländische Malerin.

## Leben
Antoinette Brouwer wurde am 8. Februar 1894 in Charlois bei Rotterdam geboren. Sie war die Tochter von Jan Sjabbo Brouwer und Antonetta Juliana Elisabeth Otto. Ausgebildet wurde sie an der Willem de Kooning Academie in Rotterdam und der Koninklijke Academie van Beeldende Kunsten in Den Haag. Brouwer war Schülerin des Malers Johannes Gerardus Heijberg und ihr Werk bestand aus Landschaftsgemälden, Stillleben und Porträts.
Sie war Mitglied der Schilderessenvereniging ODIS in Den Haag und der Rotterdamsche Kunstenaars-Sociëteit. Zuletzt wurde sie 1956 in Den Haag registriert. Sie starb 1969 im Alter von 75 Jahren in Rotterdam. Die Familiengrabstätte befindet sich auf dem dortigen Friedhof Crooswijk.